# مارتین تروشا
مارتین تروشا (به آلمانی: Martin Trocha) بازیکن فوتبال و مهاجم اهل آلمان شرقی بود که از سال ۱۹۸۰ میلادی عضو تیم ملی فوتبال آلمان شرقی بوده‌است. وی در ۸ بازی ملی حضور داشته و در بازی‌های ملی‌اش ۱ گل به ثمر رساند. مارتین تروشا آخرین بازی ملی خود را در سال ۱۹۸۲ میلادی انجام داد.